# Ульянов, Алексей Сергеевич
Алексей Сергеевич Ульянов (род. 13 июля 1977, Пермь, СССР) — российский экономист, общественный деятель, эксперт по вопросам антимонопольной и демографической политики.
Своей целью ставит «перезагрузку» антимонопольной политики в интересах экономического роста России, выступает за развитие конкуренции и поддержку малого и среднего бизнеса. Выступает за ограничение абортов в России с использованием международного опыта, усиление мер демографической и семейной политики, поддержки молодых и многодетных семей. Выступает за ограничение употребления алкоголя и табакокурения на законодательном и исполнительном уровнях.

## Биография
В 1994—1999 годах обучался в МГИМО по специальности «экономист-международник со знанием иностранных языков». В период 1994—1998 годы преподавал экономику в школах № 548 и 1151 Москвы. В 2002 году окончил аспирантура МГИМО МИД России и в 2004 году защитил диссертацию на соискание учёной степени кандидата экономических наук по теме «Межбюджетные отношения в переходной экономике: Теоретические аспекты».
В период 1998—2001 годов, являясь экспертом бюджетно-финансовой комиссии Московской городской Думы, занимался подготовкой поправок к бюджетам Москвы.
После назначения Игоря Артемьева руководителем Федеральной антимонопольной службы в 2004 году Ульянов был приглашен на работу в ФАС России, заняв должность советника руководителя, заместителя начальника Аналитического управления ФАС России. В рамках своей работы отвечал за подготовку ежегодных докладов о результатах и основных направлениях деятельности ФАС России. Во время своей работы в ФАС России участвовал в разработке федерального закона № 135-ФЗ «О защите конкуренции» («первый антимонопольный пакет»), модернизировал систему внутренней ведомственной отчетности, ввел в систему отчетности опросы предпринимателей по состоянию конкурентной среды.
В 2005—2007 годах — доцент Высшей школы экономики (НИУ-ВШЭ).
В 2006 году был назначен начальником Управления контроля промышленности ФАС России. В процессе работы на должности организовал создание пяти Экспертных советов, участвовал как член Оперативного штаба по урегулированию ситуации в Пикалево, разрабатывал программы льготного кредитования покупки легковых автомобилей. Также при нём были достигнуты ряд показателей деятельности управления:
- обеспечил первое место среди всех управлений ведомства по размеру собранных штрафов на протяжении 2007—2009 годов. Сумма наложенных штрафов в 2008 году составила 817 млн руб., что являлось 73 % от всех штрафов антимонопольного органа[20][21].
- обеспечил высокую долю выигранных дел в судах, а также долю исполненных предписаний (90—95 %, выше средних показателей по ФАС России)[22].
- обеспечил 30—50 % всех выданных ФАС России отказов по сделкам экономической концентрации (запретов на создание монополий) и 20—40 % предписаний о недопущении ограничения конкуренции[23].
- обеспечил рост возбужденных и рассмотренных дел с 20 в 2006 году до 350 в 2009 году («Евроцемент»[24], «Мечел», «Евразхолдинг»[25], Министерства обороны РФ[26], администрации Кемеровской[27] и Иркутской областей[28] и др.).

В 2002—2008 года — преподаватель, старший преподаватель и доцент МГИМО МИД России.
В 2010 году уволился из ФАС России из-за расхождений с позицией руководителя ФАС России Игоря Артемьева по расширению полномочия ФАС России, что давало чиновникам колоссальную свободу действий (вплоть до права вообще не анализировать рынок по большинству дел), а также по введению «палочной системы» в ведомстве, когда большинство территориальных управлений ФАС России стали возбуждать тысячи мелких дел, в том числе против малого бизнеса.
После увольнения из ФАС России полтора года работал в структурах ОАО «Объединенная судостроительная корпорация» (в том числе ФГУП «Судоэкспорт»)), совмещая с должностью советника президента Общероссийский общественной организации «Деловая Россия». В рамках работы в «Деловой России» занимался разработкой «Национальной программы демографического развития России на период до 2015 г.» и программами на её основе (миграционной, по ограничению употребления алкоголя и табакокурения и др.). Участвовал в разработке законопроектов по ограничению и профилактике абортов в России: федеральный закон от 21.11.2011 № 323-ФЗ «Об основах охраны здоровья граждан в Российской Федерации» (часть предложений принята и вступила в силу)<.
В 2011 году был назначен заместителем руководителя Департамента науки, промышленной политики и предпринимательства города Москвы. В Департаменте отвечал за промышленную политику, участвовал в разработке Закона города Москвы от 6 июня 2012 года № 22 «О научно-технической и инновационной деятельности в городе Москве». Занимался подготовкой организации первого чемпионата по рабочим профессиям WorldSkills Russia в Москве совместно с АСИ. Входил в состав объединенной коллегии Департамента в качестве заместителя председателя, финансовой комиссии, советов директоров предприятий, находящихся в собственности Москвы (ОАО АХК «ВНИИМЕТМАШ имени А. И. Целикова», ОАО НПО «Химавтоматика» и др.).
С 2012 года перешел на работу в Ассоциацию участников торгово-закупочной жизнедеятельности и развития конкуренции «Национальной ассоциации институтов закупок» в качестве директора по развитию. За время работы в Ассоциации подготовил поправки к федеральным законам № 44-ФЗ «О контрактной системе в сфере закупок товаров, работ, услуг для обеспечения государственных и муниципальных нужд», 223-ФЗ «О закупках товаров, работ, услуг отдельными видами юридических лиц», 135-ФЗ «О защите конкуренции», 45-ФЗ «О внесении изменений в статью 178 УК РФ», 275-ФЗ «О внесении изменений в Федеральный закон „О защите конкуренции“ и отдельные законодательные акты Российской Федерации» («четвертого антимонопольного пакета»), 423-ФЗ «О внесении изменений в Федеральный закон „О защите конкуренции“» (отмена согласования слияний среднего бизнеса — поправки вступили в силу в 2014), 264-ФЗ «О внесении изменений в Федеральный закон „О защите конкуренции“ и отдельные законодательные акты Российской Федерации» (об иммунитетах для малого бизнеса от антимонопольного преследования). Также принимал участие во внесении изменений в приказ ФАС России от 28.04.2010 № 220 «Об утверждении Порядка проведения анализа состояния конкуренции на товарном рынке» (обязательное проведение анализа рынка антимонопольным органом).
С 2013 года — член комитета «Деловой России» по антимонопольному регулированию. Член рабочих групп АСИ по контролю за выполнением дорожных карт по конкуренции, доступу МСП к закупкам госкомпаний и др. Член рабочих групп Экспертного совета при Правительстве РФ по конкуренции, демографической и семейной политике, закупкам. Сопредседатель Национального союза защиты прав потребителей. Совместно с вице-президентами «Деловой России» Ильёй Сёминым, Николаем Остарковым (также член Общественной палаты РФ) и генеральным директором ООО «Фабрикант», членом президиума «Деловой России» Сергеем Габестро подготовили документ-позицию «Деловой России» «Антитраст по-европейски: как направить российскую антимонопольную политику на развитие конкуренции». Занимался проведением аналитических исследований по различным аспектам антимонопольной политики и закупок, созданием баз данных решений по 135-ФЗ и 44-ФЗ. Создатель сайта «Реформа ФАС».
В 2016 году уволился из Ассоциации и стал генеральным директором Института повышения конкурентоспособности.
Печатался в периодической печати и сетевых СМИ «Эксперт», «Forbes», НАИЗ, «Православие и мир». Ряд статей Ульянова посвящены вопросам совместимости христианства с демократическим устройством государства и рыночной экономикой. Призывает к более активной позиции Церкви по социальным вопросам, осуждению сталинизма, ограничению абортов.
Женат, четверо детей.

## Общественная и преподавательская деятельность
Победитель всероссийских и призер (2 место в 1993, 1994, 1998 годах) международных студенческих олимпиад по экономике в США и Японии.
До своего увольнения из ФАС России в 2010 году состоял в партии «Яблоко», так как руководитель ФАС является членом федерального политкомитета партии. Вышел из неё связи с несогласием по вопросам проведения антимонопольной политики, несогласия с тем, что «Яблоко» выступило против закона по профилактике абортов в России по европейскому образцу и против аннексии Крыма.
Лауреат конкурса деловой журналистики «Pressзвание» в номинации «Малый бизнес» по итогам 2014 года за антимонопольную статью «Попкорн, такси и сахар: как ФАС борется с малым бизнесом».
В период 1997—2001 годы принимал участие в молодежном социал-демократическом движении IUSY, ECOSY, в движении христианской демократии (Moral Re-Armament), участвовал в международных христианских конференциях «Initiatives of Change» в Ко, Швейцария.
Весной 2016 года А. Ульянов вместе с иеромонахом Д. Першиным предложили президенту РФ В. В. Путину возобновить антиалкогольную политику, в том числе резко ограничить число точек продаж алкоголя в расчете на душу населения до уровня, сопоставимого со среднеевропейскими показателями, вывести крепкий алкоголь в специализированные магазины, резко повысить акцизы на водку и пиво, повысить минимальные цены на водку, увеличить время «ночного запрета» продажи крепкого алкоголя, запретить для розлива алкогольных напитков в ПЭТ-тару, принять комплекс мер в поддержку отечественного виноделия, включая разработку закона «О виноделии» и крафтового (ремесленного) пивоварения.

## Критика
Руководитель ФАС России Игорь Артемьев считал, что критика ведомства за преследование малого бизнеса организована Ульяновым, который необъективен в своих оценках. Сторонники pro-choice в России подвергали критике законодательные инициативы Ульянова, отвергая необходимость ограничительных мер и предлагая в качестве альтернативы распространение контрацепции. С другой стороны, деятельность Ульянова подвергалась критике со стороны крайне консервативных православных кругов за половинчатость, так как он за постепенные ограничения, а не полный запрет абортов. Также некоторые критикуют за его борьбу с ФАС, что он выворачивает тему «так, что чёрное становится белым, а белое чёрным». За его позицию в части проводимой ФАС политики большого количества мелких дел в отношении малого и среднего бизнеса силами многотысячной армией сотрудников, вместо того чтобы заниматься прямыми своими обязанностями по пресечению монополизации рынков крупными монопольными структурами.
Ульянова обвиняли в том, что он борется с пивом, разливаемым в ПЭТ-тару (якобы вредной для здоровья). Критики Ульянова указывали, что он является организатором большого движения в рамках Русской православной церкви, в которое входит владыка Тихон Шевкунов и протоиерей Д. Смирнов.
Подвергался критике со стороны украинских и некоторых оппозиционных СМИ за то, что координировал усилия общественных и религиозных организаций в продвижении ряда антиалкогольных инициатив.
Старший научный сотрудник РАНХиГС, член Экспертного совета при Правительстве РФ Вадим Новиков отметил вклад Алексея Ульянова в деятельность по выведению малых и средних предприятий (МСП) из под контроля ФАС России после принятия закона № 264-ФЗ об иммунитетах для бизнеса при проведении проверок.